# Кунтуриотис (эсминец)
Эскадренный миноносец «Кунтуриотис» (греч. Αντιτορπιλικό  Κουντουριώτης) — греческий эскадренный миноносец типа «Дардо». Построен по заказу греческого правительства между 1929—1932 на верфи Odero Terni — Orland, Sestri Ponente, Италия. Получил имя командующего греческим флотом в Балканские войны адмирала Кунтуриотиса. Другими кораблями серии были Псара (эсминец), Спеце (эсминец) и Идра (эсминец).
Спущен на воду 29 августа 1931 года. Принят ВМФ Греции в 1933 году.
Эсминец принял участие в греко-итальянской войне (1940—1941) сопровождая конвои. Эсминец принял также участие во 2-м и 3-м рейдах греческого флота в Отранто (пролив) 15-16 декабря 1940 и 4-5 января 1941 года.
После того как на помощь итальянцам пришла Германия, эсминец вместе с другими кораблями греческого флота ушёл в Александрию, Египет.
Корабль был послан в Бомбей, где в период с июня 1941 года по апрель 1942 года прошёл ремонт и модернизацию.
В дальнейшем сопровождал конвои в Средиземном море под британским номером H 07. (Классификация кораблей по номеру вымпела).
Вместе с другими греческими эсминцами и британскими кораблями «Кунтуриотис» принял участие с сентября 1943 года, в течение 2-х месяцев, в Додеканесской операции.
12 сентября «Кунтуриотис» вышел из Хайфы (британская Палестина) с 100 британскими солдатами на борту. 13 сентября «Кунтуриотис», вместе с 1 британским и 2 французскими эсминцами подошёл к, бывшему с 1911 года под итальянским контролем, греческому острову Кастелоризо. Высадив англичан без боя, капитан эсминца водрузил на острове греческий флаг. Вернувшись в Хайфу, «Кунтуриотис» перебросил ещё 115 англичан на Кастелоризон.
15 ноября 1943 года эсминец был выведен в активный резерв.
Выведен из состава флота в 1946 году.

## Предшественники
- Лёгкий крейсер «Кунтуриотис», заказанный в 1914 году. Не был сдан греческому флоту и был конфискован англичанами с началом Первой мировой войны.

## Наследники
- Кунтуриотис II (эсминец). Вошёл в состав флота в 1973 году.
- Кунтуриотис (фрегат). Вошёл в состав флота в 1997 году.